# گردان‌گر بلندگوی الکترودینامیکی
درایور بلندگوی الکترودینامیکی (انگلیسی: Electrodynamic speaker driver) دستگاهی است متشکل از چند نوع مبدل که سیگنال‌های صوتی را به موج‌های صدا تبدیل می‌کند. در این دستگاه برای وفاداری زیاد به اصل، برای پردازش فرکانس‌های بالا از تیوتر، فرکانس‌های میانی از بلندگوی میان-رده و برای فرکانس‌های پایین از ووفر استفاده می‌شود.